# Chaman Lāleh
Chaman Lāleh (persiska: چمن لاله) är en ort i Iran.   Den ligger i provinsen Khuzestan, i den centrala delen av landet, 500 km söder om huvudstaden Teheran. Chaman Lāleh ligger 238 meter över havet och antalet invånare är 326.
Terrängen runt Chaman Lāleh är platt åt nordost, men åt sydväst är den kuperad. Runt Chaman Lāleh är det ganska glesbefolkat, med 50 invånare per kvadratkilometer. Närmaste större samhälle är Haftkel, 8,1 km sydost om Chaman Lāleh. Trakten runt Chaman Lāleh är ofruktbar med lite eller ingen växtlighet.